# Dzűnhangaj járás
Dzűnhangaj járás (mongol nyelven: Зүүнхангай сум) Mongólia Uvsz tartományának egyik járása. Területe 2700 km². Népessége kb. 3700 fő.
Székhelye Dzsargalant (Жаргалант), mely 270 km-re délkeletre fekszik Ulángom tartományi székhelytől.